# Ehson Pandższanbe
Ehson Pandższanbe (tadż. Эҳсон Панҷшанбе; ur. 12 maja 1999 w Ruszonie w Górskim Badachszanie) – tadżycki piłkarz grający na pozycji pomocnika w klubie Istiklol Duszanbe oraz reprezentacji Tadżykistanu.

## Kariera klubowa
Karierę rozpoczynał w Istiklolu Duszanbe. W klubie spędził 4 lata, zdobywając 4 Mistrzostwa Tadżykistanu, 3 Puchary Tadżykistanu oraz 2 Superpuchary Tadżykistanu. W 2020 przeniósł się do uzbeckiego Navbahoru Namangan gdzie grał przez dwa sezony. W 2022 roku został piłkarzem irańskiego Zob Ahan Isfahan. Po roku powrócił do Istiklolu i ponowie zdobył z nim mistrzowski tytuł.

## Kariera reprezentacyjna
W reprezentacji Tadżykistanu zadebiutował 2 czerwca 2016 w meczu z Bangladeszem. Pierwszą bramkę w kadrze zdobył 29 maja 2021 przeciwko Tajlandii. Został powołany na Puchar Azji 2023. Był to pierwszy turniej Tadżykistanu w historii i zakończył się na ćwierćfinale.